# Xylosma congestum

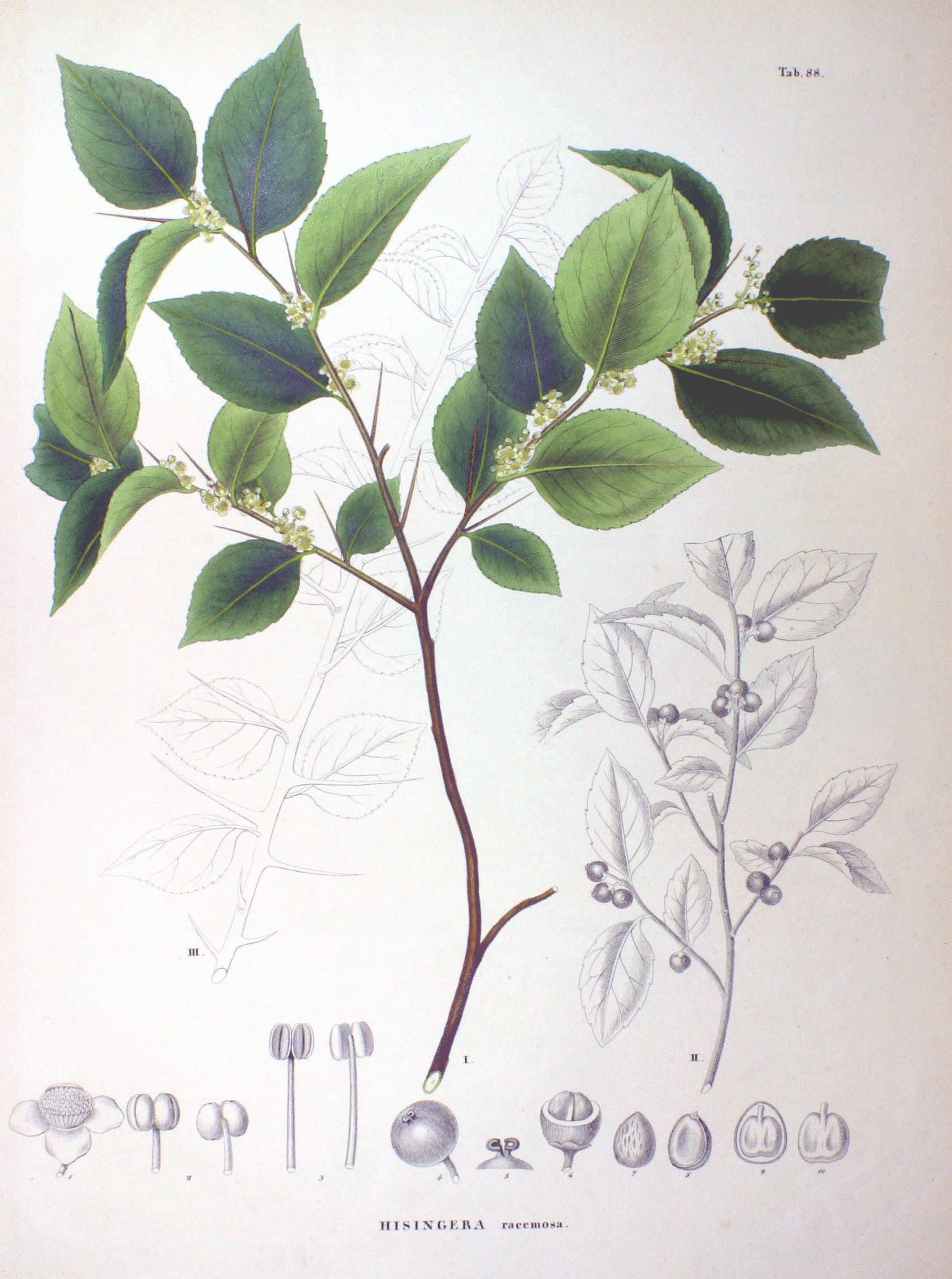
Xylosma congesta

Xylosma congestum, comummente conhecida como xylosma brilhante, é uma espécie de planta com flor nativa da China.

## Descoberta
A espécie foi registrada pela primeira vez na China, pelo missionário Jesuíta Juan Louriero.

## Descrição
X. congestum pode crescer até 2,4 ou 3 metros de altura e largura. As folhas novas têm uma cor vermelha de cor de bronze que, quando maduras, voltam-se para um verde brilhante. Embora a espécie raramente produza flores, pequenas amoras podem ser produzidas, que faz com que sejam atraídos pássaros.